# Altunkent, Tercan
Altunkent là một thị trấn thuộc huyện Tercan, tỉnh Erzincan, Thổ Nhĩ Kỳ.